# いくたまき
いくた まき（生年非公表、8月 - ）は、日本の漫画家。大阪府門真市出身。女性。本名：山瀧麻紀（旧姓：生田）。

## 概要
大阪府立寝屋川高等学校在学中より作画グループに所属し、1979年から正露まきり名義で『GROUP』誌に奇妙な味の不条理短篇漫画を発表、作品賞を受賞。
高校卒業後、銀行に就職するも9ヶ月で退職し、漫画家を志して上京。1982年、『まんがバンバン』誌連載の「貧民通信」で商業誌デビュー。代表作に『アブナーズ』（「漫画ブリッコ」連載）、『海で暮らす気持ち』などがある。
結婚後、夫の影響で創価学会に入信。2010年には創価大学法学部（通信課程）在学中だったが、2011年に学費未納により退学処分を受けた。

## 単行本リスト
- 貧民通信（まんがバンバン、トクマオリオン）全1巻（1983年）
- アブナーズ（プレイコミック（秋田書店）→漫画ブリッコ（セルフ出版→白夜書房）掲載、白夜書房）全2巻
  1. ISBN 9784938256753（1984年12月）
  2. ISBN 9784938256111（1986年3月）
- パイが好き（近代麻雀オリジナル（竹書房）掲載、徳間書店）全1巻（1985年9月）
「セイガク雀鬼ホーテ」（漫画タウン掲載）収録
- 海で暮らす気持ち（6年の科学（学研）掲載、新風舎）全1巻 ISBN 9784797433722（2004年1月）